# 和光里
和光里（英語：HEKALI）是台灣一家經營生命教育及生命禮儀事業的公司，由許伊妃成立於2020年。
其公司命名包括著「找到每個人生命中的光與珍貴的禮物」的意涵，且希望像精通里內大小事的里長般，讓清楚每個生命脈絡的人來料理後事，讓每一場告別都辦得視逝者如至親，帶給在世的家人們溫暖和幸福。 《生前記憶保存計畫》成功協助600人儲存生前留言，2021年，發起《心願滿足計畫》率領群眾守望相助，協助生命快速倒數之人完成生命最後願望。

## 服務
- 科技記憶保存[3]
- 生前告別體驗[4]
- 美葬儀式規劃
- 遺體美容
- 逝世者紀念品設計
- 公益計畫

## 創辦人簡介
創辦人許伊妃，生於1994年。16歲時因參與親戚的告別式為契機而進入殯葬行業的學習，並於2018年時前往日本禮儀師學校進修，隔年考取納棺師認定，成為台灣第一位獲得日本納棺學院認證的送行者。著有兩本書籍《黑暗中，我們有幸與光同行》《把自己變成光》
2020年，因疫情而回到台灣，並於同年創立和光里HEKALI，希望能使更多人以適合自己的方式，創造與世界的美好告別。

## 外部連結
- 送行者：禮儀師的樂章